# Der deutsche Lucidarius
Der deutsche Lucidarius (auch Der große Lucidarius und kurz Lucidarius) ist ein um 1190 entstandenes mittelhochdeutsches Prosawerk, welches das zeitgenössische theologische und naturwissenschaftliche Wissen (Geographie, Astronomie, Meteorologie, Medizin) seiner Zeit darstellt. Er wurde nach lateinischen Vorbildern von einem alemannischen Verfasser geschrieben und stellt den Anfang populärwissenschaftlicher Literatur in deutscher Sprache dar.
Der Text ist in Form eines Dialogs von Schüler und Lehrer in Fragen und Antworten gestaltet.

## Entstehungs- und Rezeptionsgeschichte
Der deutsche Lucidarius entstand vor allem nach dem Elucidarium von Honorius Augustodunensis, aber auch De philosophia mundi von Wilhelm von Conches und De divinis officiis von Rupert von Deutz.
Herzog Heinrich der Löwe wurde im A-Prolog als Auftraggeber bezeichnet. Als Autoren werden drei Kapläne an dessen Hof genannt. Vermutlich wurde der Text von einem einzelnen Autor verfasst. Dieser Autor arbeitete wahrscheinlich nicht an einem weltlichen Hof, sondern war Regularkanoniker, der in Verbindung mit der Marbacher Reformgruppe stand.
Der „Lucidarius“ wurde in der Folgezeit immer wieder überarbeitet und stand im 16. Jahrhundert im Rang eines Volksbuches.
Insgesamt sind 66 vollständige und unvollständige Handschriften und 85 Drucke des deutschen Lucidarius erhalten.
Es entstanden niederländische, dänische, tschechische und kroatische Übertragungen des deutschen Lucidarius und des lateinischen Elucidarium.

## Inhalt
Der Text selbst beginnt mit einem Prolog in Prosaform. Er soll als „Leuchter“ Wissen vermitteln, das die geistliche Gesinnung stärken soll.
Der Text ist in drei Teile gegliedert. Der erste handelt von der Schöpfung und der Welt in ihren drei Teilen Asia, Africa und Europa. Der zweite Teil geht über den christlichen Glauben und die katholische Liturgie. Der dritte Teil handelt von den letzten Dingen, dem Leben nach dem Tod und dem Jüngsten Gericht.

## Ausgaben
- Dagmar Gottschall, Georg Steer (Hrsg.): Der deutsche ‚Lucidarius‘. Teil 1. Kritischer Text nach den Handschriften (= Texte und Textgeschichte. Band 35). Tübingen 1994, ISBN 3-484-36035-6.
- Felix Heidlauf (Hrsg.): Lucidarius. Aus der Berliner Handschrift (= Deutsche Texte des Mittelalters. Band 28). Berlin 1915; Nachdruck Dublin/Zürich 1970.
- Appollonius von Tyrus, 1975, Nachdruck der Ausgabe Augsburg 1471 und 1516, ISBN 3-487-05089-7

## Sekundärliteratur
- Karl Schorbach: Studien über das deutsche Volksbuch Lucidarius und seine Bearbeitungen in fremden Sprachen, (= Quellen und Forschungen zur Sprach- und Culturgeschichte der germanischen Völker; Band 74), Straßburg 1894.
- Georg Steer: Lucidarius. In: Verfasserlexikon. 2. Auflage. Band 5, 1985, Sp. 939–947.
- Marlies Hamm: Der deutsche Lucidarius, Teil 3. Kommentar, (= Texte und Textgeschichte; Band 37), Tübingen 2002 ISBN 3-484-36037-2
- Günther Glogner: Der mittelhochdeutsche Lucidarius eine mittelalterliche Summa (Forschungen zur deutschen Sprache und Dichtung. Heft 8). (Dissertation) Münster in Westfalen 1937.